# بالدیچیری دی آستی
بالدیچیری دی آستی (به ایتالیایی: Baldichieri d'Asti) یک کومونه در ایتالیا است که در استان آسته واقع شده‌است.

## خصوصیات
بالدیچیری دی آستی ۵٫۲ کیلومترمربع مساحت و ۱٬۰۰۰ نفر جمعیت دارد و ۱۷۳ متر بالاتر از سطح دریا واقع شده‌است.